# Вербка (Крыжопольский район)
Ве́рбка (укр. Вербка) — село на Украине, находится в Крыжопольском районе Винницкой области. Старое название - Вербка Волошская.
Код КОАТУУ — 0521980401. Население по переписи 2001 года составляет 1148 человек. Почтовый индекс — 24623. Телефонный код — 4340.
Занимает площадь 3,846 км².

## Религия
В селе действует Свято-Успенский храм Крыжопольского благочиния Могилёв-Подольской епархии Украинской православной церкви.

## Адрес местного совета
24623, Винницкая область, Крыжопольский р-н, с. Вербка, ул. Подольская, 60, тел. 2-84-42; 2-84-91